# Anne-Lise Ducanda
 (mai 2024).
Anne-Lise Ducanda est une médecin de la protection maternelle et infantile exerçant en France et une fondatrice du Collectif surexposition écrans (CoSe) ; elle se décrit comme une lanceuse d'alerte au sujet de la surexposition aux écrans chez les jeunes.
En 2017 et 2018, elle propage une infox qui lie l'augmentation des diagnostics d'autisme chez les enfants à une exposition aux écrans. Elle tente ensuite de faire reconnaître un nouveau trouble pédiatrique de surexposition aux écrans, et intervient régulièrement dans les médias pour parler des dangers des écrans.

## Vidéo virale et infox au sujet de l'autisme et des écrans
Le média Arrêt sur images date l'« explosion médiatique » d'Anne-Lise Ducanda aux années 2017 et 2018, où « sa parole est relayés par de très nombreux médias ». Son activité de médecin de protection maternelle et infantile (PMI) induit un contact régulier avec des enfants scolarisés âgés de 3-4 ans, et leurs enseignants.
Alors qu'elle exerce comme médecin de PMI en Essonne (France) en mars 2017, Anne-Lise Ducanda propose dans une vidéo virale intitulée « les écrans : un danger pour les enfants de 0 à 4 ans », l'hypothèse selon laquelle l'exposition aux écrans causerait l'autisme,,, en terminant sa vidéo par le constat d'« une augmentation exponentielle des TSA uniquement dans les pays envahis par le numérique et les écrans ».
Fin mai 2017, elle co-signe une tribune dans le journal Le Monde intitulée « La surexposition des jeunes enfants aux écrans est un enjeu majeur de santé publique », dans laquelle sont mentionnés des « symptômes très semblables aux troubles du spectre autistique ».
Elle est reçue au Palais de l'Élysée en novembre de cette même année par Brigitte Macron, et apparaît aussi dans un Envoyé spécial diffusé sur la chaîne France 2 en janvier 2018, intitulé « Accro aux écrans ». Interrogée par Élise Lucet qui la présente comme une experte, elle y met en lien augmentation des diagnostics d'autisme et exposition aux écrans.
Le journaliste scientifique Jean-Yves Nau (dans la Revue médicale suisse), le journaliste Olivier Monod (dans un checknews du journal Libération), le médecin urgentiste Patrick Pelloux, et les sociologues Arnaud Saint-Martin et Laurent Tessier, soulignent la responsabilité d'Anne-Lise Ducanda dans la diffusion de cette idée fausse parmi la société française, la vidéo virale ayant « un fort retentissement médiatique et dans les milieux éducatifs. L’appel du Dr Ducanda a été relayé par de nombreux blogs spécialisés, mais aussi par des articles de presse généraliste ». Il a également des conséquences pour des enfants scolarisés, à travers la circulation de mots dans leurs carnets de liaison et des tentatives de suppression d'outils numériques qui compensent le handicap des élèves autistes.
L'idée qu'un autisme puisse être déclenché par une exposition aux écrans ne s'appuie sur aucune base scientifique, comme le dénonce la société française de pédiatrie. S'il existe des preuves que les enfants autistes sont plus attirés par les écrans que ceux qui ne le sont pas, aucune preuve de causalité des écrans dans l'autisme n'a été émise. À l'époque, peu de services presse de vérification des faits remettent en cause l'existence de l'autisme virtuel décrit par Anne-Lise Ducanda.
Pelloux décrit cette idée comme une fake news, plusieurs spécialistes comme Stéphanie de Vanssay et les sociologues Saint-Martin et Tessier retraçant sa diffusion comme étant typique d'une panique morale plutôt que d'une controverse scientifique,. En 2018, différentes familles d'enfants autistes témoignent (entre autres dans Le Nouvel Obs) des méfaits causés par cette hypothèse non-vérifiée émise par le Dr Ducanda, massivement relayée par des médias,. À l’occasion de la participation d'Anne-Lise Ducanda et du CoSe à un rapport gouvernemental sur les écrans dans l'enfance en 2024, les journalistes de L'Express Antoine Beau et Stéphanie Benz soulignent l'aspect marginal et alarmiste de l'hypothèse soutenue par la médecin généraliste, qui voudrait que l'exposition aux écrans puisse « aggraver » les troubles du spectre de l'autisme. 
Anne-Lise Ducanda se décrit comme une lanceuse d'alerte, mais Stéphanie de Vanssay et le journaliste Victor Garcia remettent en cause la correspondance éventuelle de ses activités avec ce qualificatif, soulignant qu'il s'agit plutôt d'un vecteur de panique morale. 

### Plaintes et classements sans suites
En avril 2018, deux mères d'enfants autistes portent plainte auprès de l'Ordre des médecins du département de l’Essonne contre le Dr Ducanda,,.
La Chambre Disciplinaire de l’Ordre des Médecins examine les plaintes de 4 parents d'enfants autistes, et les classe sans suites en 2020,.

## Tentative de reconnaissance d'un syndrome de surexposition précoce aux écrans
D'après Stéphanie de Vanssay, le Collectif Surexposition écrans (CoSe) « s’est constitué autour de la personnalité du Dr Ducanda, et a joué un rôle important dans la dissémination de l’idée selon laquelle les écrans sont dangereux pour les jeunes enfants ». 
Anne-Lise Ducanda co-signe en 2017 un article décrivant ses observations, avec Sylvie Dieu Osika et Sabine Duflo. Durant ses apparitions médiatiques, elle décrit l'exposition aux écrans comme le « mal du siècle », une « épidémie silencieuse », une « maltraitance numérique », ou encore une « catastrophe sanitaire ».
Elle tente ensuite de faire reconnaître un syndrome de surexposition précoce aux écrans, qu’elle décrit comme responsable de troubles du langage et de troubles du comportement qui seraient confondus avec de l’autisme. Elle co-signe en décembre 2018 avec le pédopsychiatre Daniel Marcelli une publication dans Enfances & Psy en faveur de la reconnaissance de ce nouveau trouble.

## Activités de conférences et de coaching
D'après Stéphanie de Vanssay, le Dr Ducanda a en 2019 une brève activité de coaching pour familles afin de les aider à gérer l'addiction aux écrans.
Victor Garcia souligne dans L'Express qu'elle a depuis une activité soutenue dans les conférences auprès de psychologues et d'établissements scolaires, grâce à ses qualités d'oratrice. La maître de conférence en psychologie cognitive Séverine Erhel souligne cependant qu'Anne-Lise Ducanda ne répond pas aux critiques qui lui sont adressées sur la base de la science, mais évoque des « lobbies » et des conflits d'intérêt chez ses détracteurs, même dans les cas où ces chercheurs ne sont pas rémunérés par les intérêts d'entreprises du numérique. 
En 2022, le Dr Ducanda donne des conférences pour l’association Screenpeace, qu'elle a rejointe en 2019. À partir du site du CoSE, le journaliste Victor Garcia dénombre une cinquantaine d'interventions du Dr Ducanda dans toute la France en 2024, avec une facturation de 200 euros pour un colloque et 4 700 € pour une formation ; celle-ci se défend en répondant que « de nombreuses interventions sont bénévoles ou presque gratuites ».

## Publications
En 2021, elle publie le livre Les tout-petits face aux écrans, aux éditions du Rocher.